# Restormel
Restormel (Cornisch: Rostorrmoel) was een Engels district in het graafschap Cornwall en telde 95.562 inwoners (2001). De oppervlakte bedraagt 451,9 km².
Van de bevolking is 19,4% ouder dan 65 jaar. De werkloosheid bedraagt 3,3% van de beroepsbevolking (cijfers volkstelling 2001).

## Plaatsen in district Restormel
- Charlestown
- Fowey
- Lostwithiel
- Newquay
- St. Austell